# Sergey Borovskiy
Sergey Vladimirovich Borovskiy ou Syarhey Uladzimiravich Barowski - respectivamente, em russo, Сергей Владимирович Боровский e, em bielorrusso, Сяргей Уладзіміравіч Бароўскі (Minsk, 29 de janeiro de 1956) é um ex-futebolista e atualmente técnico de futebol bielorrusso.

## Carreira
Iniciou a carreira em 1973, no Dínamo Minsk, o único clube que defenderia. O auge deu-se em 1982, quando foi o primeiro nativo da então RSS da Bielorrússia a ir para uma Copa do Mundo - Barowski jogou contra a Escócia, na primeira fase, e Bélgica e Polônia, na segunda, quando a URSS foi eliminada. Pelo país, jogou entre 1980 e 1987, em um total de 21 jogos - onde só perdeu dois deles.
Em 1982 também participou da campanha que deu ao Dínamo o único título de um clube bielorrusso no campeonato soviético, quando a equipe treinada por Eduard Malafeyew reunia ainda Syarhey Aleynikaw, Andrey Zyhmantovich e Syarhey Hotsmanaw, todos com futuras passagens pela URSS - os dois primeiros participariam de outros mundiais. Participando da então Copa dos Campeões da UEFA na temporada 1983/84, o Dínamo cairia nas quartas-de-final - e outro membro do grupo, Viktor Sokol, terminaria como artilheiro da edição. O Dínamo ainda terminaria em terceiro no campeonato soviético seguinte.
Barowski parou de jogar em 1987, ainda aos 31 anos de idade. Dois anos depois, iniciou a carreira de técnico, tendo treinado a Seleção Bielorrussa em duas passagens.